# Joosia umbellifera
Joosia umbellifera är en måreväxtart som beskrevs av Gustav Karl Wilhelm Hermann Karsten. Joosia umbellifera ingår i släktet Joosia och familjen måreväxter. Inga underarter finns listade i Catalogue of Life.